# Île Ripoche
Pour les articles homonymes, voir Ripoche.
L'île Ripoche est une île sur la Loire, en France.
L'île est situé près de la rive droite du fleuve, sur le territoire de la commune de Mauves-sur-Loire. Elle mesure 800 m de long et 140 m de large, pour une superficie de 6 ha.
L'île n'est pas reliée à la rive du fleuve, mais est accessible à pied lorsque le bras nord est asséché.